# Abdullah ibn Masud
 (juillet 2017).
Abdullah ibn Masʿūd est l'un des tout premiers convertis à l'islam. Certains disent qu'il est le sixième compagnon du prophète Mahomet. Il est parfois nommé Abdullah Ibn Umm Abd. Il est décrit comme étant un homme de taille courte, mince et de couleur de peau noire. Dans une narration de Ibn Sakhbarah il est également décrit comme coiffé de deux tresses,.

## Biographie

### Pendant la vie de Mahomet

#### Première rencontre
Abdullâh ibn Masûd était un jeune berger. Mahomet et Abû Bakr passèrent une fois près de lui et lui demandèrent un peu de lait de brebis pour étancher leur soif. Il refusa poliment arguant que le troupeau lui a été confié par Uqba ibn Abi Muait et donc le troupeau ne lui appartenaient pas plus que leur lait. Mahomet, malgré la soif, fut satisfait de cette réponse honnête et franche.

#### Fonction
Abdullâh ibn Masûd se met au service de Mahomet comme secrétaire notant les sourates.

### Sous les trois premiers califes
En 639, Ibn Masûd s'installe à Koufa, ville que Omar ibn al-Khattâb vient de faire construire. Il y enseigne la religion et la compréhension de la loi islamique. Il est même rapporté qu'Omar s'exclama un jour « Je vous ai donné la priorité sur moi en vous envoyant Abdullah ibn Masud. »[citation nécessaire]. Il y eut de nombreux disciples parmi lesquels Alqama ibn Qays al-Nakhai, Aswad ibn Yazid et Masruq ibn al-Ajda'.
Ibn Masûd a soutenu la position que le fait de prononcer la formule de répudiation trois fois à la suite : « triple talâq » ne compte que pour une seule fois et donc ne constitue pas une répudiation définitive et irrévocable mais seulement une répudiation dite réversible jusqu'à la fin du délai de viduité[réf. nécessaire].
Ibn Masûd meurt entre 650 et 653, sous le califat d'Othman.

## Héritage
Ibn Masûd est une source importante d'interprétation du Coran. Il est d'ailleurs l'un des quatre dont il est bien vu d'apprendre le Coran, avec Salim mawla Abi Hudhayfa, Ubay ibn Ka'b et Muadh ibn Jabal comme mentionnés dans le hadith il eut l'occasion d'être lui-même témoin direct de la révélation.
À Koufa, il eut pour disciples 'Alqamah ibn Qays an-Nakha'i, Aswad ibn Yazid et Masruq ibn al-Ajda'.